# Henning Solberg
Henning Solberg, né le 8 janvier 1973 à Askim, est un pilote de rallye norvégien. De 1999 à 2003, il s'imposa au championnat de Norvège des rallyes. Il a décroché six podiums en Championnat du monde des rallyes (WRC), et est devenu vice-champion d'Europe de rallycross en 2014.

## Biographie
Henning Solberg, le frère aîné de Petter Solberg, tenant du titre en 2003, est un habitué du Championnat du Monde des Rallyes depuis ces dernières années, même s'il n'a jamais goûté au succès, contrairement à son frère plus jeune de deux ans. Mais cela n'enlève rien au talent incontestable d'Henning. Le Norvégien s'est rapidement avéré être un adversaire sérieux au classement des pilotes.
Comme bon nombre d'autres Scandinaves, Henning Solberg est un spécialiste terre, même s'il a fait ses débuts en rallycross, plutôt qu'en rallye forêt. Il s'embarque dans l'aventure du rallye à plein temps au milieu des années 1990 et devient rapidement l'un des meilleurs pilotes de son pays. De 1999 à 2003, il est champion de Norvège cinq fois d'affilée. Il est recordman du nombre de victoires dans le Rallye Finnskog Norway (5), il a en effet remporté les éditions 1999, 2000, 2002, 2003 et 2006 (devenu cette année-là une épreuve de transition en vue de son admission définitive en tant que Rallye de Norvège en WRC, l'année suivante).
Il fait son apparition sur la scène internationale en 1998 et après quelques sorties sélectionnées au volant d'une Ford Escort WRC et d'une Toyota Corolla WRC, il rejoint l'écurie privée de Peugeot, Bozian Racing, en 2004.
L'année suivante, il est promu au volant d'une Ford semi-usine engagée par l'équipementier M-Sport.
En 2006, Henning répond à l'appel de l'écurie OMV-Peugeot Norway World Rally Team pour disputer la majorité des manches du Championnat du Monde des Rallyes. Il réalise de bonnes performances au volant d'une Peugeot 307 WRC et accède à son premier podium mondial au Rallye de Turquie. Il termine 8e du classement des pilotes.
En 2007, il est engagé par Stobart, et conduit une Focus RS WRC orange. Il monte sur le podium au Rallye de Norvège, puis au Rallye du Japon et termine sixième du championnat, juste derrière son frère.
En 2008, toujours avec une Focus RS WRC engagée par Stobart, Henning Solberg semble parti pour termine sur le podium en Suède mais une crevaison et une sortie de piste l'en empêchent. Son meilleur résultat est finalement une 4e place au Rallye de Jordanie.
En 2009, Il continue avec la même équipe, ses meilleurs résultats sont deux podiums au Rallye d'Argentine et au Rallye de Pologne. Il termine à nouveau sixième du championnat, et encore une fois derrière son frère.
Avant la saison 2010, Henning se sépare de Cato Menkerud (en), il espère trouver en l'autrichienne Ilka Minor, une copilote qui pourra relancer sa carrière en WRC. Il ne monte pas une fois sur le podium, sa meilleure place sera 6e (Suède, Mexique et Grande-Bretagne). Il termine à la huitième place du championnat avec seulement 45 points, et est même devancé par Matthew Wilson, un de ses équipiers.
En 2011, il retrouve le chemin du podium lors du dernier rallye, en Grande-Bretagne, complétant un triplé Ford, formé de Jari-Matti Latvala et de son compatriote Mads Østberg. Ce dernier le devance au classement final du championnat (6e), tout comme Wilson (7e). S'il marque 14 points de plus qu'en 2010, il perd tout de même une place, terminant 9e.
Toujours en 2011, en Belgique, on note sa participation à la version "VHC" de la classique spadoise : les Legend Boucles de Spa. Pourtant, plus question de quatre roues motrices, mais bien d’une spectaculaire Mazda RX7 Gr.B. Il devra renoncer à la suite de problèmes mécaniques.

## Galerie photos

Henning Solberg
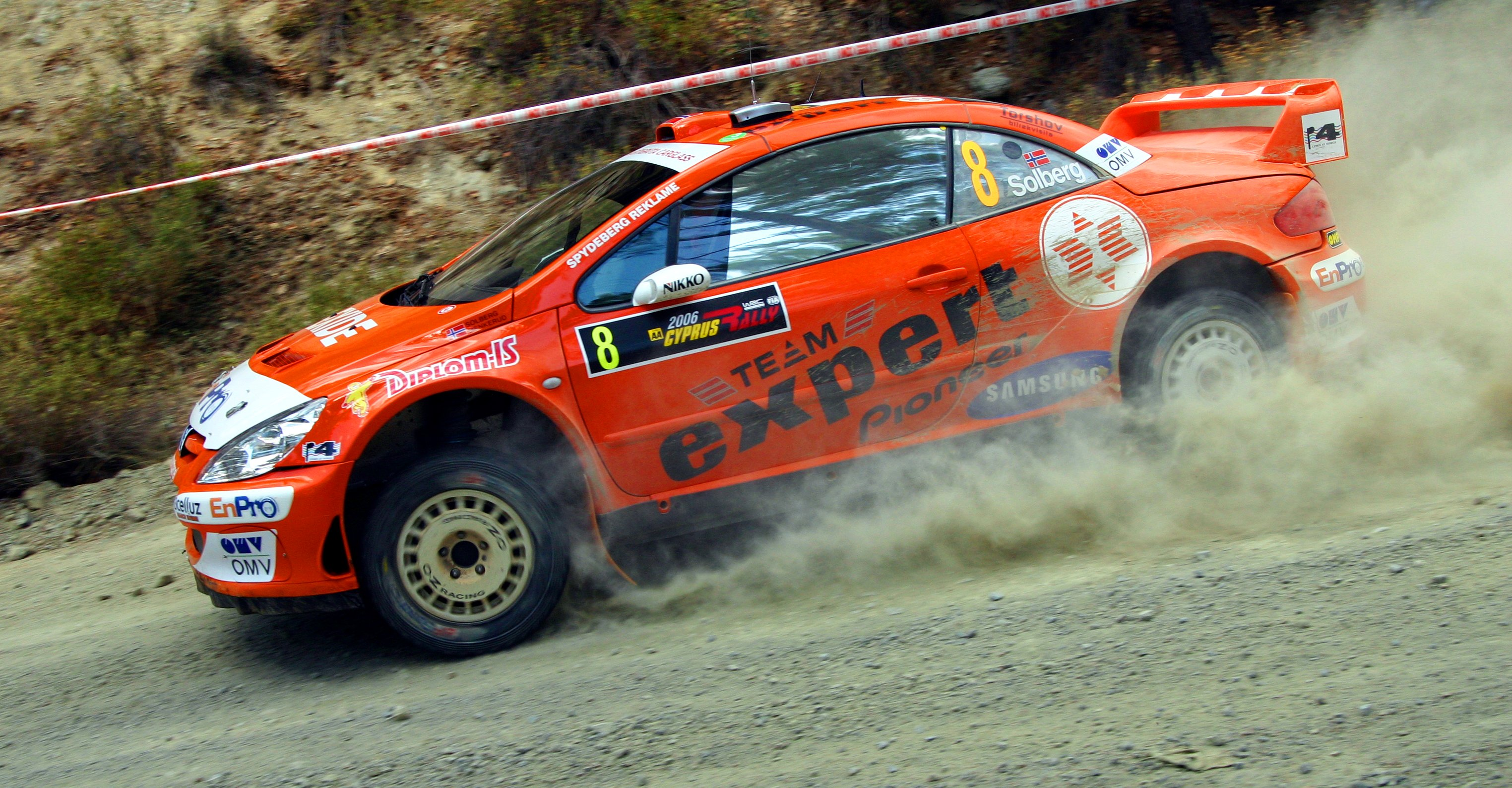
Henning Solberg au volant d'une Peugeot 307 WRC au Rallye de Chypre 2006
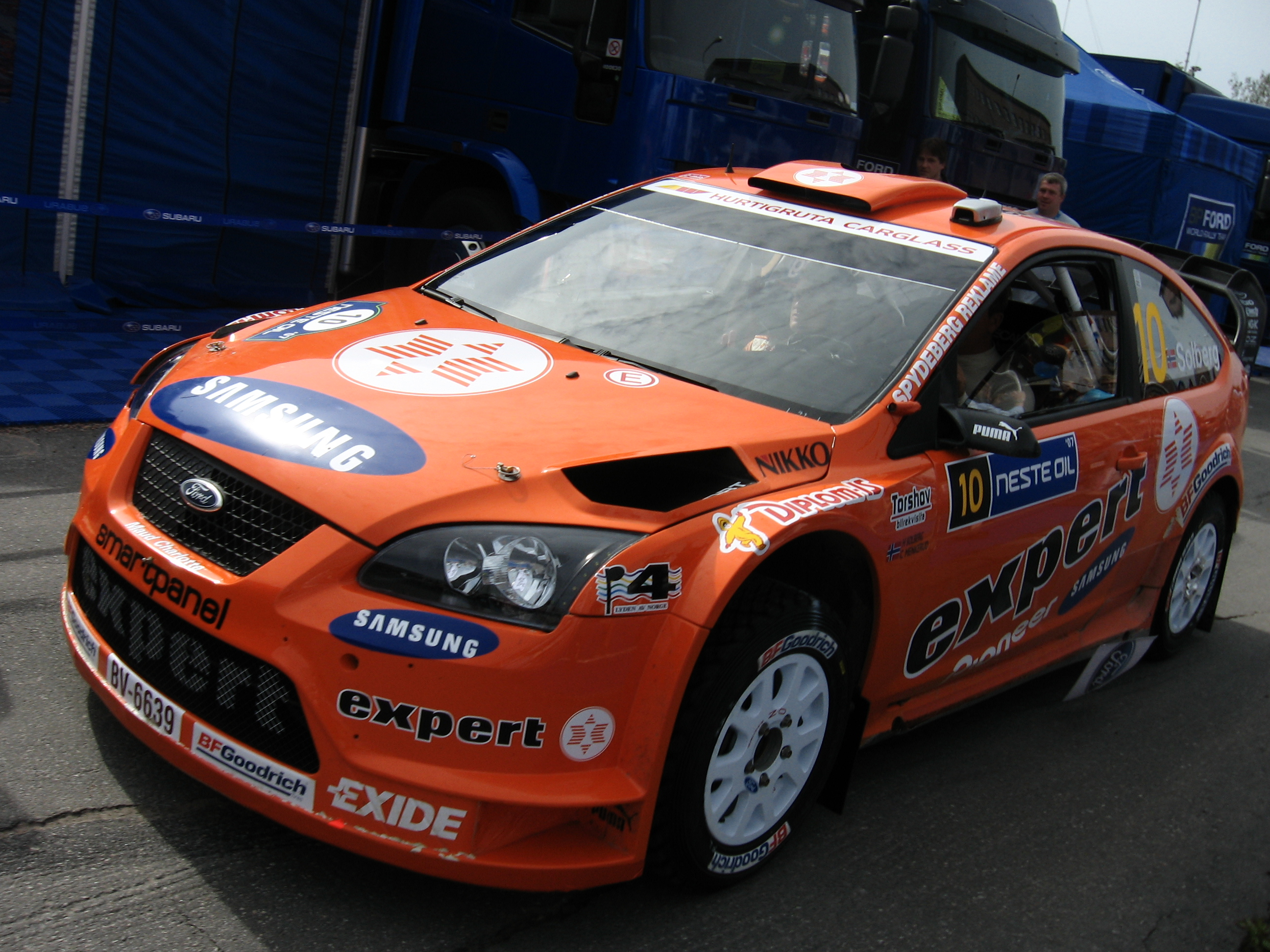
Rallye de Finlande 2007, sur Ford Focus RS WRC
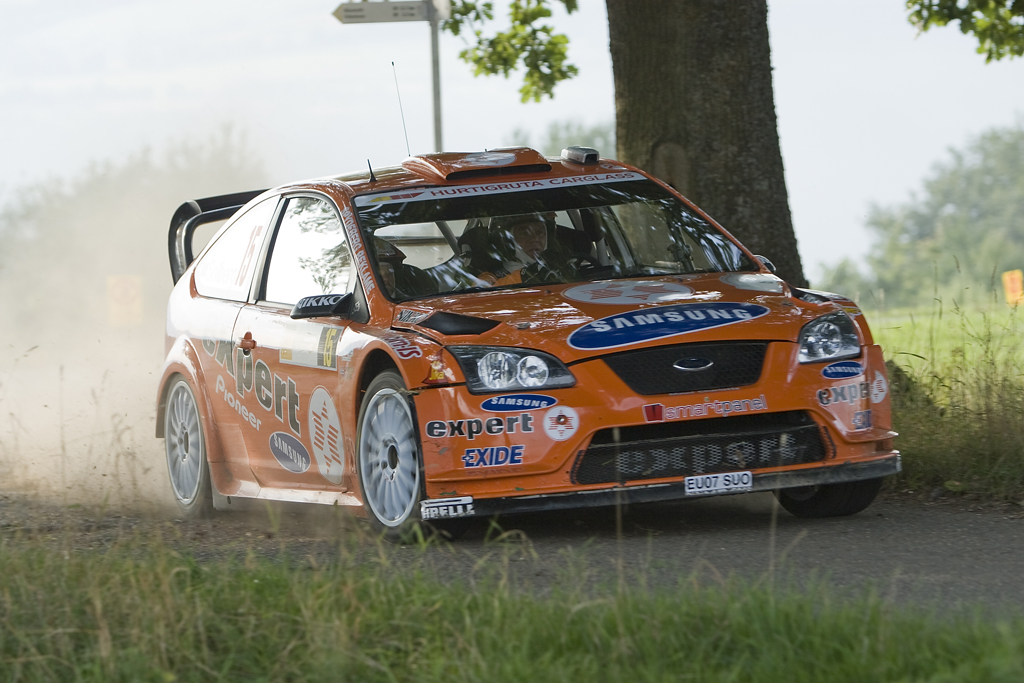
Henning Solberg au Rallye d'Allemagne 2008
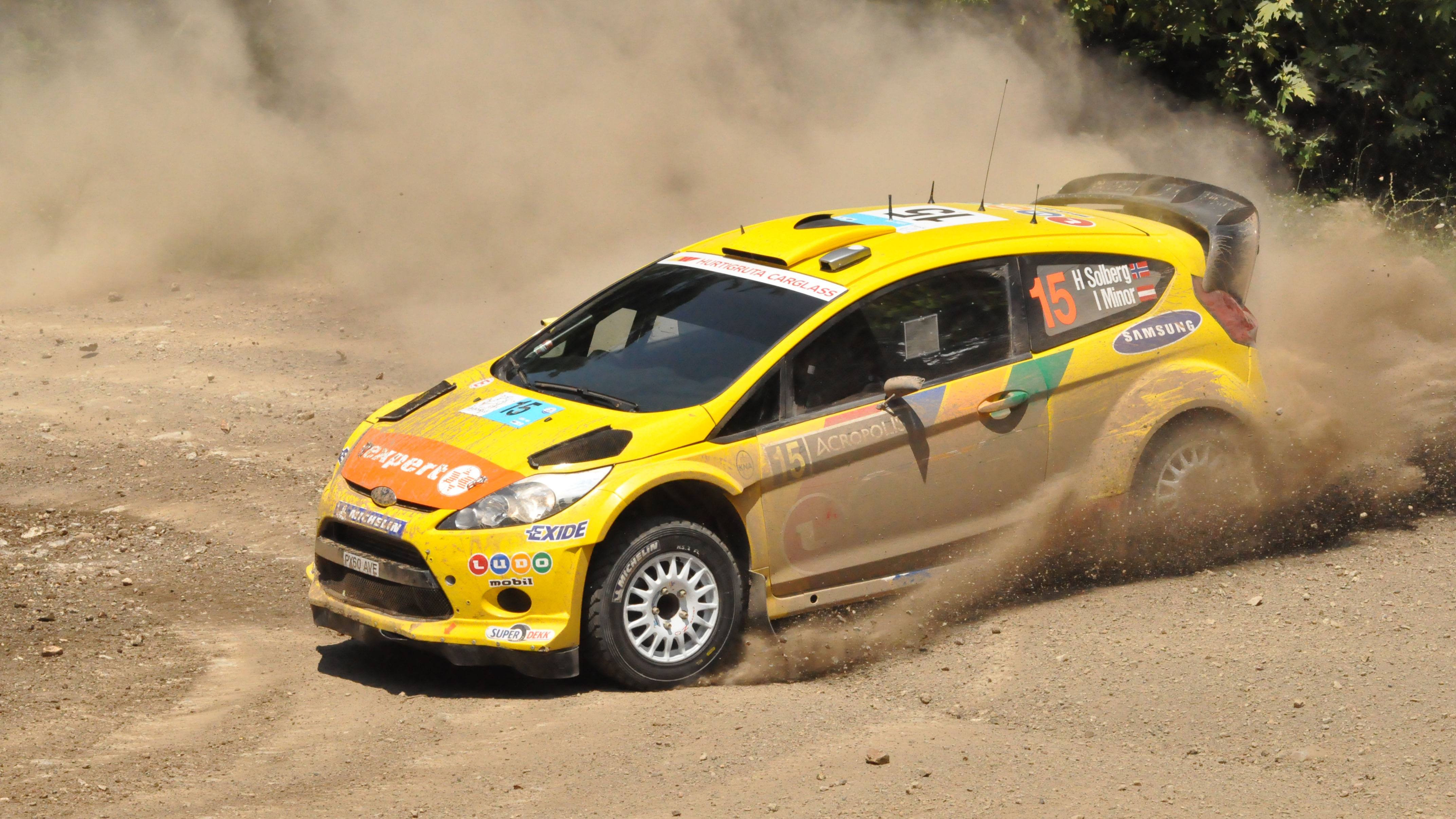
Henning Solberg lors du Rallye de l'Acropole 2011

## Palmarès

### Titres
| Titres | Titres                                           | Titres                                                             |
| Saison | Titre                                            | Voiture                                                            |
| ------ | ------------------------------------------------ | ------------------------------------------------------------------ |
| 1997   | Vice-champion de Norvège des rallyes du Groupe A | Toyota Celica Turbo GT-Four/4WD                                    |
| 1998   | Vice-champion de Norvège des rallyes du Groupe A | Toyota Celica Turbo GT-Four                                        |
| 1999   | Champion de Norvège des rallyes du Groupe A      | Subaru Impreza 555/WRX / Toyota Celica Turbo 4WD / Ford Escort WRC |
| 2000   | Champion de Norvège des rallyes du Groupe A      | Ford Escort WRC / Toyota Corolla WRC                               |
| 2001   | Champion de Norvège des rallyes                  | Toyota Corolla WRC                                                 |
| 2002   | Champion de Norvège des rallyes                  | Toyota Corolla WRC                                                 |
| 2003   | Champion de Norvège des rallyes                  | Mitsubishi Lancer Evo VI                                           |

## Résultats en championnat du monde des rallyes
| Résultats WRC complets | Résultats WRC complets | Résultats WRC complets | Résultats WRC complets | Résultats WRC complets | Résultats WRC complets | Résultats WRC complets | Résultats WRC complets | Résultats WRC complets | Résultats WRC complets | Résultats WRC complets | Résultats WRC complets | Résultats WRC complets | Résultats WRC complets | Résultats WRC complets | Résultats WRC complets | Résultats WRC complets | Résultats WRC complets | Résultats WRC complets |
| Saison                 | Rallye                 | Rallye                 | Rallye                 | Rallye                 | Rallye                 | Rallye                 | Rallye                 | Rallye                 | Rallye                 | Rallye                 | Rallye                 | Rallye                 | Rallye                 | Rallye                 | Rallye                 | Rallye                 | Points                 | Classement final       |
| ---------------------- | ---------------------- | ---------------------- | ---------------------- | ---------------------- | ---------------------- | ---------------------- | ---------------------- | ---------------------- | ---------------------- | ---------------------- | ---------------------- | ---------------------- | ---------------------- | ---------------------- | ---------------------- | ---------------------- | ---------------------- | ---------------------- |
| 1998                   | MON                    | SWE                    | KEN                    | POR                    | ESP                    | FRA                    | ARG                    | GRE                    | NZL                    | FIN                    | ITA                    | AUS                    | GBR                    |                        |                        |                        | 0                      | -                      |
| 1998                   | -                      | 12e                    | -                      | -                      | -                      | -                      | -                      | -                      | -                      | -                      | -                      | -                      | -                      |                        |                        |                        | 0                      | -                      |
|                        |                        |                        |                        |                        |                        |                        |                        |                        |                        |                        |                        |                        |                        |                        |                        |                        |                        |                        |
| 1999                   | MON                    | SWE                    | KEN                    | POR                    | ESP                    | FRA                    | ARG                    | GRE                    | NZL                    | FIN                    | CHN                    | ITA                    | AUS                    | GBR                    |                        |                        | 0                      | -                      |
| 1999                   | -                      | -                      | -                      | -                      | -                      | -                      | -                      | -                      | -                      | -                      | -                      | -                      | -                      | Ab.                    |                        |                        | 0                      | -                      |
|                        |                        |                        |                        |                        |                        |                        |                        |                        |                        |                        |                        |                        |                        |                        |                        |                        |                        |                        |
| 2000                   | MON                    | SWE                    | KEN                    | POR                    | ESP                    | ARG                    | GRE                    | NZL                    | FIN                    | CYP                    | FRA                    | ITA                    | AUS                    | GBR                    |                        |                        | 0                      | -                      |
| 2000                   | -                      | Ab.                    | -                      | Ab.                    | -                      | -                      | -                      | -                      | Ab.                    | -                      | -                      | -                      | -                      | 14e                    |                        |                        | 0                      | -                      |
|                        |                        |                        |                        |                        |                        |                        |                        |                        |                        |                        |                        |                        |                        |                        |                        |                        |                        |                        |
| 2001                   | MON                    | SWE                    | POR                    | ESP                    | ARG                    | CYP                    | GRE                    | KEN                    | FIN                    | NZL                    | ITA                    | FRA                    | AUS                    | GBR                    |                        |                        | 0                      | -                      |
| 2001                   | -                      | Ab.                    | Ab.                    | -                      | -                      | -                      | -                      | -                      | Ab.                    | -                      | -                      | -                      | -                      | 13e                    |                        |                        | 0                      | -                      |
|                        |                        |                        |                        |                        |                        |                        |                        |                        |                        |                        |                        |                        |                        |                        |                        |                        |                        |                        |
| 2002                   | MON                    | SWE                    | FRA                    | ESP                    | CYP                    | ARG                    | GRE                    | KEN                    | FIN                    | GER                    | ITA                    | NZL                    | AUS                    | GBR                    |                        |                        | 0                      | -                      |
| 2002                   | -                      | 13e                    | -                      | -                      | -                      | -                      | -                      | -                      | Ab.                    | -                      | -                      | -                      | -                      | -                      |                        |                        | 0                      | -                      |
|                        |                        |                        |                        |                        |                        |                        |                        |                        |                        |                        |                        |                        |                        |                        |                        |                        |                        |                        |
| 2003                   | MON                    | SWE                    | TUR                    | NZL                    | ARG                    | GRE                    | CYP                    | GER                    | FIN                    | AUS                    | ITA                    | FRA                    | ESP                    | GBR                    |                        |                        | 0                      | -                      |
| 2003                   | -                      | Ab.                    | -                      | -                      | -                      | -                      | -                      | -                      | Ab.                    | -                      | -                      | -                      | -                      | -                      |                        |                        | 0                      | -                      |
|                        |                        |                        |                        |                        |                        |                        |                        |                        |                        |                        |                        |                        |                        |                        |                        |                        |                        |                        |
| 2004                   | MON                    | SWE                    | MEX                    | NZL                    | CYP                    | GRE                    | TUR                    | ARG                    | FIN                    | GER                    | JPN                    | GBR                    | ITA                    | FRA                    | ESP                    | AUS                    | 3                      | 19e                    |
| 2004                   | -                      | 6e                     | -                      | Ab.                    | Ab.                    | -                      | Ab.                    | -                      | 10e                    | -                      | -                      | 11e                    | Ab.                    | -                      | -                      | -                      | 3                      | 19e                    |
|                        |                        |                        |                        |                        |                        |                        |                        |                        |                        |                        |                        |                        |                        |                        |                        |                        |                        |                        |
| 2005                   | MON                    | SWE                    | MEX                    | NZL                    | ITA                    | CYP                    | TUR                    | GRE                    | ARG                    | FIN                    | GER                    | GBR                    | JPN                    | FRA                    | ESP                    | AUS                    | 9                      | 14e                    |
| 2005                   | -                      | 5e                     | -                      | -                      | 15e                    | 4e                     | 11e                    | Ab.                    | -                      | 9e                     | -                      | 10e                    | -                      | -                      | -                      | -                      | 9                      | 14e                    |
|                        |                        |                        |                        |                        |                        |                        |                        |                        |                        |                        |                        |                        |                        |                        |                        |                        |                        |                        |
| 2006                   | MON                    | SWE                    | MEX                    | ESP                    | FRA                    | ARG                    | ITA                    | GRE                    | GER                    | FIN                    | JPN                    | CYP                    | TUR                    | AUS                    | NZL                    | GBR                    | 25                     | 8e                     |
| 2006                   | Ab.                    | 8e                     | 5e                     | -                      | -                      | 7e                     | Ab.                    | 5e                     | -                      | 4e                     | -                      | 6e                     | 3e                     | Ab.                    | 12e                    | 11e                    | 25                     | 8e                     |
|                        |                        |                        |                        |                        |                        |                        |                        |                        |                        |                        |                        |                        |                        |                        |                        |                        |                        |                        |
| 2007                   | MON                    | SWE                    | NOR                    | MEX                    | POR                    | ARG                    | ITA                    | GRE                    | FIN                    | GER                    | NZL                    | ESP                    | FRA                    | JPN                    | IRL                    | GBR                    | 34                     | 6e                     |
| 2007                   | 14e                    | 4e                     | 3e                     | 9e                     | 11e                    | 5e                     | 4e                     | 5e                     | 5e                     | 13e                    | 9e                     | 10e                    | 9e                     | 3e                     | 16e                    | 15e                    | 34                     | 6e                     |
|                        |                        |                        |                        |                        |                        |                        |                        |                        |                        |                        |                        |                        |                        |                        |                        |                        |                        |                        |
| 2008                   | MON                    | SWE                    | MEX                    | ARG                    | JOR                    | ITA                    | GRE                    | TUR                    | FIN                    | GER                    | NZL                    | ESP                    | FRA                    | JPN                    | GBR                    |                        | 22                     | 8e                     |
| 2008                   | 9e                     | 13e                    | 5e                     | Ab.                    | 4e                     | 7e                     | 8e                     | 5e                     | 5e                     | 7e                     | 9e                     | 11e                    | 15e                    | Ab.                    | Ab.                    |                        | 22                     | 8e                     |
|                        |                        |                        |                        |                        |                        |                        |                        |                        |                        |                        |                        |                        |                        |                        |                        |                        |                        |                        |
| 2009                   | IRL                    | NOR                    | CYP                    | POR                    | ARG                    | ITA                    | GRE                    | POL                    | FIN                    | AUS                    | ESP                    | GBR                    |                        |                        |                        |                        | 33                     | 6e                     |
| 2009                   | 4e                     | 4e                     | 18e                    | 5e                     | 3e                     | 8e                     | 14e                    | 3e                     | 30e                    | 7e                     | 9e                     | 5e                     |                        |                        |                        |                        | 33                     | 6e                     |
|                        |                        |                        |                        |                        |                        |                        |                        |                        |                        |                        |                        |                        |                        |                        |                        |                        |                        |                        |
| 2010                   | SWE                    | MEX                    | JOR                    | TUR                    | NZL                    | POR                    | BUL                    | FIN                    | GER                    | JPN                    | FRA                    | ESP                    | GBR                    |                        |                        |                        | 45                     | 8e                     |
| 2010                   | 6e                     | 6e                     | 9e                     | 25e                    | 7e                     | Ab.                    | 10e                    | Ab.                    | 37e                    | 7e                     | 9e                     | 8e                     | 6e                     |                        |                        |                        | 45                     | 8e                     |
|                        |                        |                        |                        |                        |                        |                        |                        |                        |                        |                        |                        |                        |                        |                        |                        |                        |                        |                        |
| 2011                   | SWE                    | MEX                    | POR                    | JOR                    | ITA                    | ARG                    | GRE                    | FIN                    | GER                    | AUS                    | FRA                    | ESP                    | GBR                    |                        |                        |                        | 59                     | 9e                     |
| 2011                   | Ab.                    | 6e                     | 9e                     | 14e                    | Ab.                    | Dq.                    | 5e                     | 7e                     | 7e                     | 14e                    | 6e                     | 8e                     | 3e                     |                        |                        |                        | 59                     | 9e                     |
|                        |                        |                        |                        |                        |                        |                        |                        |                        |                        |                        |                        |                        |                        |                        |                        |                        |                        |                        |
| 2012                   | MON                    | SWE                    | MEX                    | POR                    | ARG                    | GRE                    | NZL                    | FIN                    | GER                    | GBR                    | FRA                    | ITA                    | ESP                    |                        |                        |                        | 6                      | 20e                    |
| 2012                   | 13e                    | 7e                     | Ab.                    | -                      | -                      | -                      | -                      | -                      | -                      | -                      | -                      | -                      | -                      |                        |                        |                        | 6                      | 20e                    |
|                        |                        |                        |                        |                        |                        |                        |                        |                        |                        |                        |                        |                        |                        |                        |                        |                        |                        |                        |
| 2013                   | MON                    | SWE                    | MEX                    | POR                    | ARG                    | GRE                    | ITA                    | FIN                    | GER                    | AUS                    | FRA                    | ESP                    | GBR                    |                        |                        |                        | 4                      | 24e                    |
| 2013                   | 13e                    | 8e                     | -                      | -                      | -                      | -                      | -                      | -                      | -                      | -                      | -                      | -                      | -                      |                        |                        |                        | 4                      | 24e                    |
|                        |                        |                        |                        |                        |                        |                        |                        |                        |                        |                        |                        |                        |                        |                        |                        |                        |                        |                        |
| 2014                   | MON                    | SWE                    | MEX                    | POR                    | ARG                    | ITA                    | POL                    | FIN                    | GER                    | AUS                    | FRA                    | ESP                    | GBR                    |                        |                        |                        | 26                     | 11e                    |
| 2014                   | -                      | 10e                    | -                      | 7e                     | -                      | 7e                     | 9e                     | 9e                     | -                      | -                      | -                      | -                      | Ab.                    |                        |                        |                        | 26                     | 11e                    |
|                        |                        |                        |                        |                        |                        |                        |                        |                        |                        |                        |                        |                        |                        |                        |                        |                        |                        |                        |
| 2016                   | MON                    | SWE                    | MEX                    | ARG                    | POR                    | ITA                    | POL                    | FIN                    | GER                    | CHN                    | FRA                    | ESP                    | GBR                    | AUS                    |                        |                        | 14                     | 14e                    |
| 2016                   | -                      | 7e                     | -                      | 9e                     | 13e                    | 7e                     | 15e                    | 12e                    | -                      | An.                    | -                      | -                      | -                      | -                      |                        |                        | 14                     | 14e                    |